# Collettivi politici veneti
I Collettivi politici veneti o CPV furono una organizzazione armata terroristica di sinistra. Nacquero nel 1973 e furono attivi fino al 1985.

## La nascita da Potere operaio
Dopo il convegno di Rosolina dove venne deciso lo scioglimento di Potere Operaio, alcuni giovani della nascente Autonomia operaia decisero di fondare i Collettivi politici veneti per il potere operaio", che si interessano alla nuova fascia dei giovani operai, considerati già "precari" per via delle ristrutturazione del mercato del lavoro, inventando anche termini economici che verranno presi in considerazione anche dagli economisti quali "zona omogenea", "fabbrica diffusa" e "territorio liberato".
Tra il 1977 e il 1978 si svolgono le prime azioni a difesa dei lavoratori, dirette a portare avanti le tesi della lotta contro la ristrutturazione capitaliste e contro il comando sul lavoro, in fabbrica, nel territorio e nell'università, considerata la macchina preparatrice dei nuovi giovani precari. Il gruppo aveva una struttura militare interna composta da vari gruppi armati che combattevano in varie città italiane, ed erano:
- Movimento comunista organizzato
- Organizzazione operaia per il comunismo
- Ronde proletarie
- Proletari comunisti organizzati
- Fronte comunista combattente
- Nuclei proletari organizzati
- Esercito del Popolo Comunista
- Squadre proletarie comuniste
- Cellule comuniste combattenti
- Nuclei armati proletari combattenti comunisti
- Movimento comunista organizzato
- Nuclei Armati Comunisti
- Gruppo antifascista vicentino[senza fonte]

Queste organizzazioni fecero vari attentati dinamitardi in varie città del nord italia e per attività a loro connesse furono inquisite 205 persone.
Nel 1977 aggredirono il giornalista Antonino Granzotto, ferendolo con colpi d'arma da fuoco, per poi attuare un'aggressione ai danni del direttore dell'opera universitaria Giampaolo Mercanzin.
Nel 1978 attuano alcuni attentati con la dinamite contro le fabbriche Zanussi-Rex e alcuni carceri veneti.
Ma la più grande azione ci fu con le notti dei fuochi del Veneto, dove vennero compiute decine di attentati dinamitardi, tra il 18 e 19 dicembre 1978, in cui vennero distrutte decine di sedi di associazioni industriali ed artigianali di Rovigo considerate sfruttatrici della classe operaia. Durante i preparativi per un'altra notte dei fuochi veneta, alcuni militanti dei collettivi muoiono in seguito all'esplosione dell'ordigno che preparano.
La seconda notte dei fuochi veneta viene attuata tra il 29 e 30 aprile 1979, stavolta contro le caserme militari presenti in veneto, per poi passare un mese dopo contro alcune fabbriche e nell'Ottobre del 1979 contro le filiali Fiat del Veneto, per protestare contro i licenziamenti della Fiat.
Dopo un periodo di repressione tra il 1980 e il 1981, i collettivi riprendono l'attività guerrigliera contro i carabinieri, le agenzie immobiliari e attuando il sequestro dell'ingegnere capo di porto Marghera, che però viene rilasciato incolume.
Con il grande smantellamento delle organizzazioni terroristiche del 1982 i CPV rimasero inattivi.
In fase processuale moltissime sono state le assoluzioni, fra cui quelle dei principali inquisiti (Luciano Ferrari Bravo e altri), anche dopo anni di carcere speciale preventivo.